# Подменённый
«Подменённый» (англ. Changeling) — роман американского фантаста Роджера Джозефа Желязны, опубликованный в июне 1980 года.
Логическим продолжением романа является книга «Одержимый магией»

## Сюжет
Поль Детсон, сын могущественного колдуна, подменён в детстве и перенесён из мира магии в мир науки. Затем он возвращается в родной мир, в котором царит магия.
Отец главного героя, лорд Дет Морсон Рондовал, некогда был весьма влиятельным чёрным магом и совершал страшные дела. Но чаша терпения людей переполнилась, и войска Джареда Кейта в союзе с кентаврами осадили его замок. Лорд Дет отчаянно защищался, призывая на помощь многочисленных подчинённых ему монстров, демонов и драконов, и вполне мог бы победить… если бы среди его противников не было старого Мора, его отца — белого мага, превосходящего его по силе. Дет убил предводителя осаждавших, но и сам пал в колдовской дуэли. Все слуги колдуна были убиты, а драконы и прочие сверхъестественные создания погружены Мором в непробудный сон в подземельях замка. Скипетр власти лорда Рондовала — мощный и опасный артефакт — был разделён на три части и помещён в вершины Треугольника Инта, дабы ослабить его силу.
Во время штурма погибла жена Дета — леди Лидия, но его сын-младенец, Поль, выжил. Победители изначально хотели уничтожить ребёнка, но решили не убивать его, а просто отослать подальше. Мор переправил последнего лорда Рондовала в параллельный мир — на Землю, где царствовала технология, а не магия.
По закону равновесия можно было лишь произвести обмен, но не просто прийти и оставить ребёнка. Поэтому белый маг обменял Поля Детсона на Дэниэла Чейна — сына конструктора Майкла Чейна, и отдал младенца на воспитание Маракасу. Ребёнок получил новое имя — Марк Мараксон.
Марк унаследовал от настоящего отца любовь к механизмам. С самого детства он конструировал разные устройства. Сначала на это смотрели нормально и мальчика отдали в подмастерье кузнецу, но затем испугались его изобретений, в порыве ненависти соседи избили и искалечили Марка.  
Марк находит древние машины, которые делают ему операцию и признают его власть. Потом в мир возвращается Поль (старик Мор взамен вернулся и умер в нашем мире) и первоначально герои даже симпатизируют друг другу, ведь Поль прибыл с мира техники. Но Марк исполнен ненависти и ревнует свою девушку к Полю. Начинается война технологии против магии.

## Персонажи
Поль Детсон Рондовал — главный герой, сын могущественного чёрного мага Дета Морсона Рондовала. Вырос на Земле под именем Дэниэла Чейна, и серьёзно занимался музыкой — игрой на гитаре. Боксёр и регбист. Сам является сильным колдуном, но только недавно овладел силой магии, хотя и имеет о ней интуитивное понятие.
Марк Мараксон — настоящий Дэниел Чейн, выращенный сержантом Маракасом в параллельном мире. Высокий и крепкий рыжеволосый человек, бывший кузнец. Гениальный техник, в одиночку возродивший центр высоких технологий у гор Анвил.
Маусглов — по профессии — вор. Невзрачный человек маленького роста. Пытался ограбить лорда Дета и угодил в темницу. Устроил побег в самое неподходящее время — во время штурма замка, — заблудился в тайных проходах и проспал двадцать лет рядом с Лунной Птицей. Волею случая стал другом и помощником Поля Детсона.
Лунная Птица — старейший и сильнейший дракон лорда Рондовала. Умеет разговаривать и общаться телепатически. Знает многие секреты магии. Может пользоваться нижним сегментом скипетра, предназначенным для вызова магического огня.